# Lotte Ingrisch
Lotte Ingrisch, właściwie Charlotte Gruber, pseudonim Tessa Tüvari (ur. 20 lipca 1930 w Wiedniu, zm. 24 lipca 2022 tamże) – austriacka pisarka i dramaturg.

## Życiorys
Lotte urodziła się jako córka Emmy i Karla Gruber. Od 1949 do 1965 roku była żoną austriackiego filozofa Hugo Ingrischa. W 1966 roku wyszła za mąż za austriackiego kompozytora Gottfrieda von Einema (1918-1996), dla którego napisała wiele librett. W latach 50. i 60. Lotte Ingrisch opublikowała kilka powieści humorystycznych i psychologicznych pod pseudonimem Tessa Tüvari. Od połowy lat 60. pisała komedie, science fiction, słuchowiska radiowe, sztuki telewizyjne, libretta i literaturę faktu. Duża część jej pracy została przetłumaczona na angielski, hiszpański i inne języki świata.
Po śmierci męża ofiarowała swój dom w Oberdürnbach jako Muzeum Gottfrieda von Einema społeczności Maissau, która co roku organizuje tam koncerty. W 1990 Lotte Ingrisch przekazała swoje zasoby literackie do Literaturarchiv der Österreichischen Nationalbibliothek. W 1993 roku założyła „Schule der Unsterblichkeit”, aby pozbawić ludzi strachu przed śmiercią i umieraniu z godnością. Ingrisch jest wiceprezesem Fundacji Muzycznej Gottfrieda von Einem, a w 2010 założyła Międzynarodowe Towarzystwo Gottfrieda von Einem, które jest jej spadkobiercą. Przewodniczącym jest kompozytor i dyrygent Heinz Karl (Nali) Gruber.

## Wybrana twórczość

### Proza
- Verliebter September, 1958
- Das Engelfernrohr, 1960
- Fest der hungrigen Geister, 1961
- Salzburg für jedermann, 1978
- Reiseführer ins Jenseits, 1983
- Bauerngärten. Das nützliche Paradies, 1984
- Schmetterlingsschule oder Die Veränderung der Welt im Kopf, 1986
- Die Kapelle der Gefahren, 1988
- Donnerstagebuch, 1988
- Die Pestsäule, 1989
- Nächtebuch, 1989
- Herr Jacopo reitet, 1990
- Feenschrei – Ein Wegweiser in die Elbenwelt, 1991
- Der Engel des Alters oder Methusalem im Wunderland, 1993
- Die schöne Mörderin, 1994
- Das Lotte Ingrisch-Lesebuch, 1995
- Das Leben beginnt mit dem Tod, 1996
- Ratte und Bärenfräulein. Die Jenseitsreise des Gottfried von Einem, 1997
- Unsterblichkeit. Protokolle aus dem Jenseits. Eine Dokumentation der Hoffnung, 2000
- Rindlberg, 2000
- Schmetterlingsschule oder Die Veränderung der Welt im Kopf, 2000
- Die Kelten erwachen, 2000
- Unsterblichkeit. Protokolle aus dem Jenseits, 2000
- Die schöne Mörderin, 2001
- Die ganze Welt ist Spaß! Ein Leben in Anekdoten von Lotte Ingrisch und Gottfried von Einem, 2002
- Der Himmel ist lustig. Jenseitskunde oder Keine Angst vorm Sterben, 2003
- Physik des Jenseits, 2004
- Der Geister-Knigge, 2006
- Die neue Schmetterlingsschule oder die Rückkehr der Seele in den Unterricht, 2006
- Eine Reise in das Zwielichtland, 2007
- Die schöne Kunst des Sterbens, 2008
- Die Erde – unterirdisch, überirdisch, außerirdisch, 2010
- Die doppelte Lotte, 2011

### Sztuki teatralne
- Salzpuppen, 1963
- Vanillikipferln, 1964
- Mörderballett, später Schwarze Damen Zeit, 1964
- Letzte Rose, 1964
- Donau so blau, 1965
- Ein Abend zu dritt, 1965
- Die Witwe, 1965
- Wastopol, 1967
- Die Wirklichkeit und was man dagegen tut, 1968
- Glückliches Leben, 1968
- Affe des Engels, 1969
- Firmung des Einhorns, 1971